# اندیس هموئی
هموئی یک اندیس فلزی است که در حوالی شهر داربن استان خراسان قرار دارد و مادهٔ معدنی موجود در آن، طلا است.سنگ میزبان این اندیس واحدهای ولکانیکی رسوبی و توف سبز. است و دیرینگی آن به دوران کرتاسه و ائوسن می‌رسد. در این اندیس، پاراژنز‌های مس و طلا یافت می‌شوند.